# The Benchwarmers
The Benchwarmers (no Brasil: Os Esquenta-Banco / em Portugal: Falhados... Por um Fio) é um filme de comédia norte-americano de 2006 dirigido por Dennis Dugan. Estrelado por Rob Schneider, David Spade e Jon Heder. Ele foi produzido pela Revolution Studios e Happy Madison Productions e distribuída pela Columbia Pictures.

## Sinopse
Para se vingar de garotos malvados que agrediram uma criança, três amigos nerds formam um time de beisebol para desafiá-los e humilhá-los no campo.

## Elenco
- Rob Schneider como Gus Matthews, um dos três protagonistas principais, vítima de um valentão "astro do beisebol" quando criança.
- David Spade como Richie Goodman, um dos três protagonistas principais, que era um dos que (ao lado de Clark) eram intimidados quando criança.
- Jon Heder como Clark Reedy, um dos três protagonistas principais, que era um dos que (ao lado de Richie) eram intimidados como uma criança.
- Jon Lovitz como Mel Carmichael, um bilionário nerd, que traz as Benchwarmers aos olhos do público.
- Nick Swardson como Howie Goodman, irmão agorafóbico de Richie, que vê o Sol como um monstro horrível, fica em casa e tem um péssimo hábito de comer protetor solar.
- Craig Kilborn como Jerry, o antagonista principal, que era principal valentão de Richie e Clark quando eram crianças.
- Molly Sims como Liz Matthews, esposa de Gus.
- Tim Meadows como Wayne
- Amaury Nolasco como Carlos
- Bill Romanowski como Karl
- Reggie Jackson como ele mesmo
- Max Prado como Nelson
- Danny McCarthy como Troy
- Sean Salisbury como Brad
- Matt Weinberg como Kyle
- John P. Farley como nadador
- Terry Crews como Steven (cara do Pôquer #1)
- Dennis Dugan como Técnico Bellows
- William Daniels como a voz de K.I.T.T.
- Joey Gnoffo como Marcus Elwood, um anão que Gus intimidava como uma criança.

## Produção
The Benchwarmers foi filmado em vários locais na Califórnia, a maioria em Agoura Hills os seguintes endereços: Chumash Park – 5550 Medea Valley Drive e Pizza Hut – 5146 Kanan Road, enquanto o resto dos locais estavam em Chino Hills; Chino; Culver City; Glendale; Watson Drug Store – 116 E. Chapman Avenue, Orange; Simi Valley; Westwood, Los Angeles e 33583 Mulholland Hwy, Malibu (casa de Mel)

## Recepção
O filme recebeu críticas negativas dos críticos com um índice de aprovação de 11% no Rotten Tomatoes baseado em 66 avaliações e 25 em 100 no Metacritic baseado em 17 opiniões. No entanto, ela também é atualmente muito maior 65% em índice de aprovação audiência no Rotten Tomatoes com base em 420,608 avaliações do usuário. O consenso no Rotten Tomatoes foi "uma comédia que é mais imaturo do que engraçado, The Benchwarmers desce balançando". Rob Schneider ganhou uma nomeação ao Framboesa de Ouro para Pior Ator por este filme, ao lado de Little Man, mas perdeu tanto para Shawn e Marlon Wayans, também por Little Man.

### Bilheteria
Apesar das críticas negativas, o filme foi um sucesso de bilheteria. Em sua semana de estréia, o filme arrecadou $19.6 milhões de dólares americanos, segundo ranking de bilheteria norte-americana. O filme arrecadou $59,843,754 no mercado interno e $5,113,537 dólares no mercado externo, no valor de $64,957,291 dólares em todo o mundo.